# Svatá Sabina
Svatá Sabina (* asi na konci 1. století v Římě, † okolo 126 tamtéž) je křesťanská mučednice z dob starověkého Říma, která je uctívána jako patronka Říma, žen v domácnosti a dětí. Katolická církev slaví její svátek 29. srpna.

## Život
Sabina byla vznešenou a zámožnou ženou, dcerou Heroda Metallaria a vdovou po Valentinovi. Informace o ní máme, stejně jako o většině mučedníků z dob prvotní církve, jen velmi kusé a ne příliš spolehlivé.
Podle legendy a z ní vycházejících mučednických akt, jejichž historiografická hodnota je ovšem velmi pochybná, též oplývala neobyčejnou krásou a ke křesťanství konvertovala pod vlivem své křesťanské otrokyně Serafie. Společně se staly pravidelnými návštěvnicemi bohoslužeb.
Serafie byla odhalena jako křesťanka a umrskána k smrti někdy okolo roku 126, tentýž rok ji následovala i Sabina, která byla ovšem římskou občankou a jako taková byla z rozhodnutí soudce Elpidia pro nenávist k bohům sťata mečem.

## Úcta
Ostatky sv. Sabiny byly okolo roku 430 uloženy v bazilice svaté Sabiny, která byla nově vybudována na místě jejího domu na římském Aventinu. Bazilika je tradičně místem, které navštěvuje na Popeleční středu papež, který zde na začátku postní doby uděluje popelec a slaví eucharistii.
Svatá Sabina se zobrazuje jako mladá žena, jejímiž atributy jsou palma, kniha a koruna.